# Daptonema adiecta
Daptonema adiectum är en rundmask som beskrevs 1932 av Schulz. Arten ingår i släktet Daptonema och familjen Xyalidae. Arten är reproducerande i Sverige.